# No es cuestión de edades
"No es cuestión de edades" es la primera maqueta en solitario del rapero y MC español Porta (aunque es la primera reconocida por haber sido lanzada, siendo las anteriores: Sin prisa pero sin pausa y Dispuestos a dar el golpe; una fue en solitario y la otra con su antiguo grupo Rap Comando, (no fueron lanzadas). Fue publicada el 11 de junio de 2006 por internet. Es una "maqueta" digital de  rap "amateur" y según los críticos del género, no todos los MCs de 16 años podrían ser capaces de crear letras como las de Porta, y por lo cual se titula de esta manera. En ella colaboran los MCs Jota, Mizok, Abram, ZPU, Shinoflow, El cansino, Pumpkin, Syra, Samo, Dan y Fado. Cuenta con 23 temas producidos por Soma, Xinkoa, Nikoh E.S y JML. Este proyecto fue iniciado en el 2005, y grabado, mezclado y masterizado por Soma en Lebuqe Estudios a principios de 2006 en Barcelona.

## Lista de canciones
| N.º     | Título                                                     | Escritor(es)                   | Productor(es) | Duración |  |
| 1.      | «Bienvenidos a mi show»                                    | Porta                          | Xinkoa        | 1:10     |  |
| 2.      | «He vuelto»                                                | Porta                          | Xinkoa        | 4:44     |  |
| 3.      | «Cosas de la vida»                                         | Porta                          | Soma          | 6:43     |  |
| 4.      | «No es cuestión de edades» (Con Mizok y Jota)              | Porta / Mizok / Jota           | Soma          | 4:04     |  |
| 5.      | «Días grises» (Con Abram)                                  | Porta / Abram                  | Soma          | 3:49     |  |
| 6.      | «Entre avenidas y aceras»                                  | Porta                          | Xinkoa        | 4:17     |  |
| 7.      | «Decide rápido o muere despacio»                           | Porta                          | Xinkoa        | 2:24     |  |
| 8.      | «¿Mi realidad?»                                            | Porta                          | Soma          | 4:26     |  |
| 9.      | «Las niñas de hoy en día son todas unas... [+ Reguetonto]» | Porta                          | Xinkoa        | 5:01     |  |
| 10.     | «Pese a todo» (Con ZPU)                                    | Porta / ZPU                    | Soma          | 3:46     |  |
| 11.     | «Este es mi rap»                                           | Porta                          | Soma          | 4:02     |  |
| 12.     | «De otro color» (Con Mizok)                                | Porta / Mizok                  | Soma          | 4:20     |  |
| 13.     | «He cambiado» (Con Shinoflow y El Cansino)                 | Porta / Shinoflow / El cansino | Soma          | 4:21     |  |
| 14.     | «Mi cuento de hadas»                                       | Porta                          | Porta         | 4:14     |  |
| 15.     | «Mi Edén de tristeza» (Con Pumpkin)                        | Porta / Pumpkin                | Soma          | 4:33     |  |
| 16.     | «Corazón, boli y papel»                                    | Porta                          | Xinkoa        | 4:27     |  |
| 17.     | «Es por moda» (Con Syra)                                   | Porta / Syra                   | Xinkoa        | 3:13     |  |
| 18.     | «Son recuerdos y promesas rotas»                           | Porta                          | Xinkoa        | 4:33     |  |
| 19.     | «Desde lo alto» (Con Samo, Dan y Fado)                     | Porta / Samo / Dan / Fado      | Nikoh E.S.    | 4:46     |  |
| 20.     | «Sigo buscando respuestas»                                 | Porta                          | Xinkoa        | 3:32     |  |
| 21.     | «Fantasía rota igual a realidad distorsionada»             | Porta                          | Soma, JML     | 2:54     |  |
| 22.     | «Y se cierra el telón...»                                  | Porta                          | Xinkoa, Soma  | 2:26     |  |
| 23.     | «Tetris rap»                                               | Porta                          | Soma          | 2:16     |  |
| 1:29:45 |                                                            |                                |               |          |  |